# Bad Aussee
Bad Aussee (česky Uže)[zdroj?] je město ležící v rakouské spolkové zemi Štýrsko, v okrese Liezen a v politické expozituře Bad Aussee. Město se nachází na soutoku tří pramenů řeky Traun. Žije zde přibližně 4 800 obyvatel. Bad Aussee také bývá označováno jako střed Rakouska, což symbolizuje i kamenný památník v centru města. První písemnou zmínku o obci s názvem Aussee lze najít v roce 1265. Roku 1868 získalo plemeno[zdroj⁠?!] titul Bad (do češtiny přeloženo jako lázně).

## Politika

### Starostové
- 1975–1990 Erhard Meier (SPÖ)
- 1990–1995 Michael Roithner (SPÖ)
- 1995–2000 Günther Köberl (ÖVP)
- 2000–2013 Otto Marl (SPÖ)[2]
- od roku 2013 Franz Frosch (ÖVP)[3]

## Osobnosti města
- August von Wehli (1811–1892), česko.rakouský podnikatel a politik; zemřel zde
- Herbert von Karajan (1908–1989), dirigent
- Klaus Maria Brandauer (* 1944), herec

## Partnerská města
- Plaisir, Francie, 1981
- Úsov, Česko, 1991